# أمالي الصدوق (كتاب)
كتاب الأمالي للشيخ الصدوق ابن بابويه أبو جعفر القمي من علماء الشيعة، وهذا الكتاب عبارة عن مجالس عقدها الشيخ الصدوق للإملاء على طلابه في الري ونيسابور ومشهد الإمام علي الرضا، ويضم 97 مجلسًا، أملاها في سنة 367 هـ و368 هـ، والغالب على طريقة إملائه أنه يملي مجلسين في كل أسبوع، ويحتوي الكتاب على طائفة من الأحاديث النبوية وأحاديث أهل البيت في موضوعات مختلفة ويعتبر من المصادر المعتمدة عند الشيعة.

## المؤلف
ابن بابويه القمي المشهور بالشيخ الصدوق، (305 -381 ق.) من علماء الشيعة في القرن الرابع الهجري. دفن في مدينة الري. يُعدّ الشيخ من محدّثي وفقهاء مدرسة قم الحديثية ونسب إليه مايقارب من 300 أثر علمي ولكن لا أثر لكثير منها اليوم. وكتاب من لا يحضره الفقيه من الكتب الأربعة الشيعية من مؤلفاته. وسائر كتبه معاني الأخبار، عيون الأخبار، الخصال، علل الشرائع وصفات الشيعة.
وبعض تلامذته المشهورين هم: الشريف المرتضى، الشيخ المفيد والتلعكبري.

## أسانيد وطرق الأمالي
هناك طرق كثيرة في رواية هذا الكتاب، متصلة الإسناد إلى المصنف، يوجد بعض منها في إجازات ومصنفات علمائنا المتأخرين عنه، أو في مصادر ترجمة المؤلف والكتاب، أو مثبتة على الصفحات الأول للنسخ المخطوطة من الكتاب.